# Massacre de Sand Creek
La Massacre de Sand Creek fou un incident de les guerres índies dels Estats Units esdevingut el 29 de novembre de 1864, quan una força de 700 homes de la milícia del Territori de Colorado atacà i destruí un campament de xeienes i arapahos pacífics al sud-est d'aquest Territori, matant i mutilant entre 70 i 163 indis, dos terços dels quals eren dones i nens, preparant el terreny per a nous conflictes. El lloc dels fets fou declarat National Historic Site.